# Landbouwcoöperatie

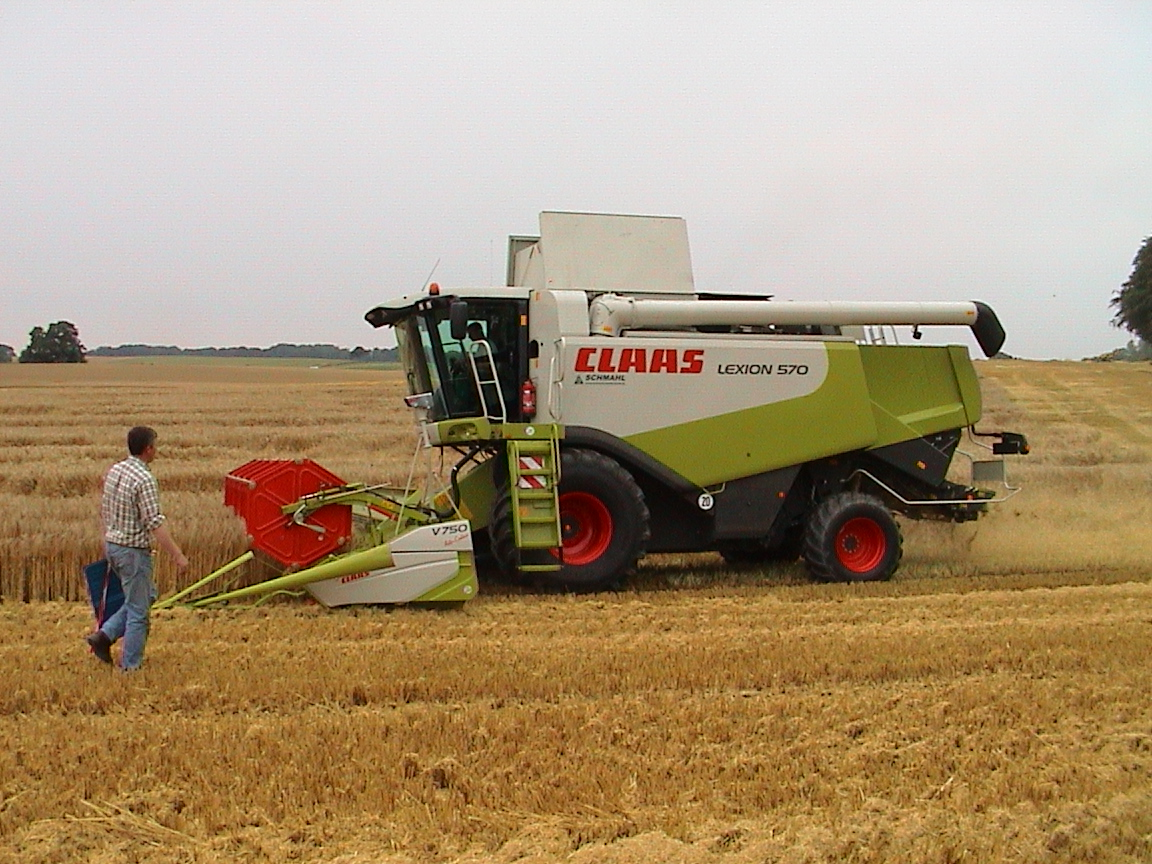
Een maaidorser, een voorbeeld van een landbouwwerktuig dat gedeeld wordt in landbouwcoöperatie

Een landbouwcoöperatie is een coöperatie waar boeren hun middelen bundelen op een bepaald vlak. Landbouwcoöperaties kunnen worden onderscheiden naar:
- Landbouwcoöperaties die diensten verlenen aan de aangesloten leden. Deze komen verreweg het meest voor. Vaak gaat het om het aanbieden van grondstoffen zoals zaden, kunstmest, brandstof en landbouwwerktuigen. Ook wordt het vervoer, verpakken, verzenden en vermarkten van landbouwproducten vaak geregeld via een coöperatieve groente- en fruitveiling.
- Landbouwcoöperaties waar productiemiddelen zoals grond en machines gezamenlijk worden ingekocht en gebruikt en waarbij de leden ook samen landbouw bedrijven. Voorbeelden van coöperaties voor de landbouwproductie zijn de kolchozen in de Sovjet-Unie, collectieve boerderijen in andere (voormalige) socialistische landen, de kibboetsen in Israël en de zogenoemde gemeenschapslandbouw.

Landbouwers vertrouwen ook veelvuldig op coöperatieve kredietunies of banken (zoals Crelan of Rabobank) als bron van financiering voor zowel werkkapitaal als investeringen.